# بوليستار
بوليستار (بالإنجليزية: Polestar)‏ هي شركة سيارات صينية-سويدية مملوكة لشركة فولفو التابعة لمجموعة تشجيانغ جيلي القابضة. يقع مقر الشركة الرئيسي في غوتنبرغ،السويد  وخط الإنتاج في تشنغدو،الصين. تقوم الشركة بتطوير وانتاج سيارات كهربائية تحت علامتها التجارية الخاصة.